# Polyisopren
Polyisopren ist eine Sammelbezeichnung für Polymere, die durch Kettenpolymerisation aus Isopren hergestellt werden. Prinzipiell können sich vier verschiedene Isomere bilden, siehe Abbildung. Technisch wichtig ist cis-1,4-Polyisopren, das auch Isopren-Kautschuk (Kurzzeichen IR) genannt wird. Strukturell entspricht dieses Polymer weitgehend dem Naturkautschuk. Geringe Bedeutung hat trans-1,4-Polyisopren, das weitgehend dem natürlichen Guttapercha entspricht. Weltweit wurden 2007 etwa 13.000 kt Polyisopren hergestellt.

## Herstellung

Drei strukturisomere Polymere aus Isopren, bei 1,4-Polyisopren sind beide cis-trans-Isomere möglich.

Bei der Synthese von Polyisoprenen bilden sich keine reinen Isomere. Innerhalb eines Makromoleküls sind verschiedene isomere Wiederholeinheiten vertreten. Die Zusammensetzung hängt von der Reaktionsführung ab: 
Anionische Kettenpolymerisation: Initiierung der Kettenpolymerisation erfolgt mit Butyllithium. 90–92 % der Wiederholeinheiten sind cis-1,4-, 2–3 % trans-1,4- und 6–7 % 3,4-Einheiten. Auf diesem Weg werden auch Styrol-Isopren-Styrol-Blockcopolymere hergestellt, die thermoplastische Elastomere sind.
Koordinative Kettenpolymerisation: Mit dem Ziegler-Natta-Katalysator TiCl4/Al(i-C4H9)3 bildet sich ein Polymer mit hohem cis-Anteil (98 %) und nur minimalem 3,4-Anteil. Die Reinheit von Naturkautschuk liegt bei mehr als 99,9 % cis-Anteil. Wird VCl3 statt TiCl4 verwendet, bildet sich ein Polymer mit hohem trans-Anteil. trans-1,4-Polyisopren hat nur spezielle Anwendungen, wie z. B. für Golfbälle.

## Verwendung
Verwendung findet Isopren-Kautschuk beispielsweise in der Reifenindustrie, für Schuhsohlen oder Dichtungsringe, aber auch in verschiedenen anderen Bereichen, in denen Naturkautschuk zum Einsatz kommt. Der Synthesekautschuk wird in der Regel wie Naturkautschuk über Vulkanisation zu Elastomeren umgesetzt. Die ersten Reifen aus vollsynthetischem Isopren-Kautschuk wurden 1912 hergestellt.